# Tripo Florio
Tripo Florio je bio prčanjski brodovlasnik iz druge polovice 19. stoljeća. 
Iz hrvatske obitelji Florio iz Prčanja u Crnoj Gori. Među prčanjskim brodovlasnicima koji su između 1850. i 1870. raspolagali s kapitalom od 4 milijuna forintâ u izvorima se spominju Stanislav, Ilija i Tripo u Trstu.
Ilija i Tripo utemeljili su u Trstu bokeljsko dioničarsko parobrodarsko društvo Adria (1871. – 78.), koje je poslovalo s 3 nova parobroda. 
Poslovno udružene obitelji Florio i Visin (Tripo Florio i Špiro Visin) imale su oko 1860. šest velikih brodova: putnički luksuzni jedrenjak s 12 putničkih kabina, navu »Libertas« te barkove »Neptun«, »Kolumbus«, »Milinka« i »Ljubimka«. Ilija i Tripo nabavili su 1871. i 1872. tri čelična parobroda »Narento«, »Risano« i »Timavo«, sagrađena u Engleskoj. Zajedno s kapetanom Mihom Vučetićem iz Baošića utemeljili su 1871. u Trstu bokeljsko dioničarsko parobrodarsko društvo »Adria«. Uza sve što je društvo imalo znatnu glavnicu i poslovalo s tri novosagrađena parobroda, zbog konkurencije »Austrijskog Lloyda«, bilo je primorano na likvidaciju 1878. Brodove je otkupio »Lloyd«. Tripo je bio i članom uprave komisije klasifikacijskog zavoda »Austrijski Veritas« (1875–96).